# الدوري البيروي لكرة القدم 2007
الدوري البيروفي لكرة القدم 2007 (بالإسبانية: Campeonato Descentralizado 2007)‏ هو الموسم 79 من الدوري البيروفي لكرة القدم. كان عدد الأندية المشاركة فيه 12، وفاز فيه Club Deportivo Universidad de San Martín de Porres ‏.